# Sneakerheads
Sneakerheads è una serie televisiva statunitense di 6 episodi, ideata da Jay Longino. La serie è disponibile sulla piattaforma di streaming online Netflix dal 25 settembre 2020.

## Trama
Devin ha sempre avuto una smisurata passione per le sneakers che, però, negli ultimi anni, è andata scemando su richiesta anche della moglie, infastidita dal fatto che per Devin le scarpe vengono prima di ogni cosa. Un giorno, mentre è alla ricerca di un nuovo paia di scarpe, Devin incontra Bobby, il suo migliore amico che non vedeva da anni con cui ha sempre condiviso questa passione. Bobby ha già in mente un piano per fare soldi vendendo scarpe e tira in mezzo il suo amico, un po’ scettico. Nel corso degli affari alla ricerca di un paio di scarpe unico al mondo, i due trovano dei nuovi “colleghi”, Nori e Stuey, che si uniscono al team.

## Episodi
| Stagione       | Episodi | Pubblicazione USA | Pubblicazione Italia |
| -------------- | ------- | ----------------- | -------------------- |
| Prima stagione | 6       | 25 settembre 2020 | 25 settembre 2020    |

## Produzione
Il 17 agosto 2020 Netflix ha annunciato la produzione della serie, distribuita il 25 settembre seguente sulla propria piattaforma di streaming.